# Ibrahima Sory Diallo
Pour les articles homonymes, voir Diallo.
Ibrahima Sory Diallo est un député et homme politique guinéen.
Député à l'Assemblée nationale, élu le 22 avril 2020 jusqu'au 5 septembre 2021.

## Parcours politique
Il est le président du parti alternance démocratique pour le changement du bloc de l’opposition constructive (ADC-BOC).
Député aux comptes du ADC-BOC aux élections législatives du 22 mars 2020', il est le 5ème secrétaire parlementaire le 22 avril 2020 jusqu'au 5 septembre 2021,.